# Peter Schmidhuber
Peter Schmidhuber (Múnich, 15 de diciembre de 1931-26 de diciembre de 2020) fue un político alemán que formó parte de la Comisión Europea, órgano ejecutivo de la Unión Europea, entre 1987 y 1995.

## Biografía
Estudió Derecho en la Universidad de Múnich, graduándose en el año 1960. Al año siguiente pasa a formar parte del Departamento de Finanzas del Gobierno del estado de Baviera, permaneciendo en el cargo hasta 1966, ocupando posteriormente diversas consejerías hasta 1978.

## Actividad política
Afiliado a la Unión Social Cristiana de Baviera (CSU) desde el año 1952, en 1960 fue elegido miembro del consejo municipal de Múnich, ocupando el puesto hasta finales de 1966. En las elecciones generales de 1965 se convirtió en diputado en el Bundestag. Dejaría el Parlamento nacional en 1969, volviendo a ocupar su escaño entre 1972 y 1978. Ese último año, el 15 de octubre, fue elegido diputado por el Parlamento Regional Bávaro, abandonando el cargo en septiembre de 1987 al ser nombrado Comisario Europeo de Asuntos Económicos, Monetarios y Trabajo en la Comisión Delors sustituyendo a su compatriota Alois Pfeiffer que había muerto ejerciendo el cargo. El nombramiento causó cierta controversia ya que se rompió la regla no escrita en Alemania de que su segundo comisario debía elegirlo la oposición.
En la nueva Comisión Europea liderada por Delors, formada en 1989, Schmidhuber se encarga de las carteras de Programación Financiera y Presupuestos, compartiendo el cargo con Leon Brittan hasta 1993. En ese año pasa a ocupar el mismo cargo pero de forma individual hasta su abandono de la política europea en 1995, pasando a trabajar en el sector privado. Entre sus contribuciones en la Comisión destacó el hacerse cargo del Fondo de Cohesión originado con el Tratado de Maastricht.